# Argentijnse volleybalploeg (vrouwen)
De Argentijnse vrouwenvolleybalploeg is het team van volleybalsters dat Argentinië en de nationale bond vertegenwoordigt op internationale toernooien. De ploeg nam tweemaal deel aan de Olympische Spelen en behaalde meerdere zilveren en bronzen medailles bij de Zuid-Amerikaanse kampioenschappen.

## Resultaten

### Olympische Spelen
| Olympische Spelen | Olympische Spelen   | Olympische Spelen   | Olympische Spelen   | Olympische Spelen   | Olympische Spelen   | Olympische Spelen   |
| Jaar              | Positie             | Wed.                | W                   | V                   | SW                  | SV                  |
| ----------------- | ------------------- | ------------------- | ------------------- | ------------------- | ------------------- | ------------------- |
| 1964              | Niet gekwalificeerd | Niet gekwalificeerd | Niet gekwalificeerd | Niet gekwalificeerd | Niet gekwalificeerd | Niet gekwalificeerd |
| 1968              | Niet gekwalificeerd | Niet gekwalificeerd | Niet gekwalificeerd | Niet gekwalificeerd | Niet gekwalificeerd | Niet gekwalificeerd |
| 1972              | Niet gekwalificeerd | Niet gekwalificeerd | Niet gekwalificeerd | Niet gekwalificeerd | Niet gekwalificeerd | Niet gekwalificeerd |
| 1976              | Niet gekwalificeerd | Niet gekwalificeerd | Niet gekwalificeerd | Niet gekwalificeerd | Niet gekwalificeerd | Niet gekwalificeerd |
| 1980              | Niet gekwalificeerd | Niet gekwalificeerd | Niet gekwalificeerd | Niet gekwalificeerd | Niet gekwalificeerd | Niet gekwalificeerd |
| 1984              | Niet gekwalificeerd | Niet gekwalificeerd | Niet gekwalificeerd | Niet gekwalificeerd | Niet gekwalificeerd | Niet gekwalificeerd |
| 1988              | Niet gekwalificeerd | Niet gekwalificeerd | Niet gekwalificeerd | Niet gekwalificeerd | Niet gekwalificeerd | Niet gekwalificeerd |
| 1992              | Niet gekwalificeerd | Niet gekwalificeerd | Niet gekwalificeerd | Niet gekwalificeerd | Niet gekwalificeerd | Niet gekwalificeerd |
| 1996              | Niet gekwalificeerd | Niet gekwalificeerd | Niet gekwalificeerd | Niet gekwalificeerd | Niet gekwalificeerd | Niet gekwalificeerd |
| 2000              | Niet gekwalificeerd | Niet gekwalificeerd | Niet gekwalificeerd | Niet gekwalificeerd | Niet gekwalificeerd | Niet gekwalificeerd |
| 2004              | Niet gekwalificeerd | Niet gekwalificeerd | Niet gekwalificeerd | Niet gekwalificeerd | Niet gekwalificeerd | Niet gekwalificeerd |
| 2008              | Niet gekwalificeerd | Niet gekwalificeerd | Niet gekwalificeerd | Niet gekwalificeerd | Niet gekwalificeerd | Niet gekwalificeerd |
| 2012              | Niet gekwalificeerd | Niet gekwalificeerd | Niet gekwalificeerd | Niet gekwalificeerd | Niet gekwalificeerd | Niet gekwalificeerd |
| 2016              | Negende             | 5                   | 1                   | 4                   | 3                   | 14                  |
| 2020              | Elfde               | 5                   | 0                   | 5                   | 0                   | 15                  |
| Totaal            | 2/15                | 10                  | 1                   | 9                   | 3                   | 29                  |

### Wereldkampioenschap
| Wereldkampioenschap | Wereldkampioenschap | Wereldkampioenschap | Wereldkampioenschap | Wereldkampioenschap | Wereldkampioenschap | Wereldkampioenschap |
| Jaar                | Positie             | Wed.                | W                   | V                   | SW                  | SV                  |
| ------------------- | ------------------- | ------------------- | ------------------- | ------------------- | ------------------- | ------------------- |
| 1952                | Niet deelgenomen    | Niet deelgenomen    | Niet deelgenomen    | Niet deelgenomen    | Niet deelgenomen    | Niet deelgenomen    |
| 1956                | Niet deelgenomen    | Niet deelgenomen    | Niet deelgenomen    | Niet deelgenomen    | Niet deelgenomen    | Niet deelgenomen    |
| 1960                | Achtste             |                     |                     |                     |                     |                     |
| 1962                | Niet deelgenomen    | Niet deelgenomen    | Niet deelgenomen    | Niet deelgenomen    | Niet deelgenomen    | Niet deelgenomen    |
| 1967                | Niet deelgenomen    | Niet deelgenomen    | Niet deelgenomen    | Niet deelgenomen    | Niet deelgenomen    | Niet deelgenomen    |
| 1970                | Niet gekwalificeerd | Niet gekwalificeerd | Niet gekwalificeerd | Niet gekwalificeerd | Niet gekwalificeerd | Niet gekwalificeerd |
| 1974                | Niet gekwalificeerd | Niet gekwalificeerd | Niet gekwalificeerd | Niet gekwalificeerd | Niet gekwalificeerd | Niet gekwalificeerd |
| 1978                | Niet gekwalificeerd | Niet gekwalificeerd | Niet gekwalificeerd | Niet gekwalificeerd | Niet gekwalificeerd | Niet gekwalificeerd |
| 1982                | Achttiende          |                     |                     |                     |                     |                     |
| 1986                | Niet gekwalificeerd | Niet gekwalificeerd | Niet gekwalificeerd | Niet gekwalificeerd | Niet gekwalificeerd | Niet gekwalificeerd |
| 1990                | Vijftiende          |                     |                     |                     |                     |                     |
| 1994                | Niet gekwalificeerd | Niet gekwalificeerd | Niet gekwalificeerd | Niet gekwalificeerd | Niet gekwalificeerd | Niet gekwalificeerd |
| 1998                | Niet gekwalificeerd | Niet gekwalificeerd | Niet gekwalificeerd | Niet gekwalificeerd | Niet gekwalificeerd | Niet gekwalificeerd |
| 2002                | Zeventiende         |                     |                     |                     |                     |                     |
| 2006                | Niet gekwalificeerd | Niet gekwalificeerd | Niet gekwalificeerd | Niet gekwalificeerd | Niet gekwalificeerd | Niet gekwalificeerd |
| 2010                | Niet gekwalificeerd | Niet gekwalificeerd | Niet gekwalificeerd | Niet gekwalificeerd | Niet gekwalificeerd | Niet gekwalificeerd |
| 2014                | Zeventiende         |                     |                     |                     |                     |                     |
| 2018                | Zeventiende         |                     |                     |                     |                     |                     |
| / 2022              | nnb.                | nnb.                | nnb.                | nnb.                | nnb.                | nnb.                |
| Totaal              | 6/18                | –                   | –                   | –                   | –                   | –                   |

### World Cup
| World Cup | World Cup           | World Cup           | World Cup           | World Cup           | World Cup           | World Cup           |
| Jaar      | Positie             | Wed.                | W                   | V                   | SW                  | SV                  |
| --------- | ------------------- | ------------------- | ------------------- | ------------------- | ------------------- | ------------------- |
| 1973      | Achtste             |                     |                     |                     |                     |                     |
| 1977      | Niet gekwalificeerd | Niet gekwalificeerd | Niet gekwalificeerd | Niet gekwalificeerd | Niet gekwalificeerd | Niet gekwalificeerd |
| 1981      | Niet gekwalificeerd | Niet gekwalificeerd | Niet gekwalificeerd | Niet gekwalificeerd | Niet gekwalificeerd | Niet gekwalificeerd |
| 1985      | Niet gekwalificeerd | Niet gekwalificeerd | Niet gekwalificeerd | Niet gekwalificeerd | Niet gekwalificeerd | Niet gekwalificeerd |
| 1989      | Niet gekwalificeerd | Niet gekwalificeerd | Niet gekwalificeerd | Niet gekwalificeerd | Niet gekwalificeerd | Niet gekwalificeerd |
| 1991      | Niet gekwalificeerd | Niet gekwalificeerd | Niet gekwalificeerd | Niet gekwalificeerd | Niet gekwalificeerd | Niet gekwalificeerd |
| 1995      | Niet gekwalificeerd | Niet gekwalificeerd | Niet gekwalificeerd | Niet gekwalificeerd | Niet gekwalificeerd | Niet gekwalificeerd |
| 1999      | Elfde               |                     |                     |                     |                     |                     |
| 2003      | Elfde               |                     |                     |                     |                     |                     |
| 2007      | Niet gekwalificeerd | Niet gekwalificeerd | Niet gekwalificeerd | Niet gekwalificeerd | Niet gekwalificeerd | Niet gekwalificeerd |
| 2011      | Tiende              |                     |                     |                     |                     |                     |
| 2015      | Achtste             |                     |                     |                     |                     |                     |
| 2019      | Tiende              |                     |                     |                     |                     |                     |
| Totaal    | 9/13                | –                   | –                   | –                   | –                   | –                   |

### World Grand Prix
| World Grand Prix | World Grand Prix    | World Grand Prix    | World Grand Prix    | World Grand Prix    | World Grand Prix    | World Grand Prix    |
| Jaar             | Positie             | Wed.                | W                   | V                   | SW                  | SV                  |
| ---------------- | ------------------- | ------------------- | ------------------- | ------------------- | ------------------- | ------------------- |
| 1993             | Niet deelgenomen    | Niet deelgenomen    | Niet deelgenomen    | Niet deelgenomen    | Niet deelgenomen    | Niet deelgenomen    |
| 1994             | Niet deelgenomen    | Niet deelgenomen    | Niet deelgenomen    | Niet deelgenomen    | Niet deelgenomen    | Niet deelgenomen    |
| 1995             | Niet deelgenomen    | Niet deelgenomen    | Niet deelgenomen    | Niet deelgenomen    | Niet deelgenomen    | Niet deelgenomen    |
| 1996             | Niet deelgenomen    | Niet deelgenomen    | Niet deelgenomen    | Niet deelgenomen    | Niet deelgenomen    | Niet deelgenomen    |
| 1997             | Niet deelgenomen    | Niet deelgenomen    | Niet deelgenomen    | Niet deelgenomen    | Niet deelgenomen    | Niet deelgenomen    |
| 1998             | Niet deelgenomen    | Niet deelgenomen    | Niet deelgenomen    | Niet deelgenomen    | Niet deelgenomen    | Niet deelgenomen    |
| 1999             | Niet deelgenomen    | Niet deelgenomen    | Niet deelgenomen    | Niet deelgenomen    | Niet deelgenomen    | Niet deelgenomen    |
| 2000             | Niet deelgenomen    | Niet deelgenomen    | Niet deelgenomen    | Niet deelgenomen    | Niet deelgenomen    | Niet deelgenomen    |
| 2001             | Niet deelgenomen    | Niet deelgenomen    | Niet deelgenomen    | Niet deelgenomen    | Niet deelgenomen    | Niet deelgenomen    |
| 2002             | Niet gekwalificeerd | Niet gekwalificeerd | Niet gekwalificeerd | Niet gekwalificeerd | Niet gekwalificeerd | Niet gekwalificeerd |
| 2003             | Niet gekwalificeerd | Niet gekwalificeerd | Niet gekwalificeerd | Niet gekwalificeerd | Niet gekwalificeerd | Niet gekwalificeerd |
| 2004             | Niet gekwalificeerd | Niet gekwalificeerd | Niet gekwalificeerd | Niet gekwalificeerd | Niet gekwalificeerd | Niet gekwalificeerd |
| 2005             | Niet gekwalificeerd | Niet gekwalificeerd | Niet gekwalificeerd | Niet gekwalificeerd | Niet gekwalificeerd | Niet gekwalificeerd |
| 2006             | Niet gekwalificeerd | Niet gekwalificeerd | Niet gekwalificeerd | Niet gekwalificeerd | Niet gekwalificeerd | Niet gekwalificeerd |
| 2007             | Niet gekwalificeerd | Niet gekwalificeerd | Niet gekwalificeerd | Niet gekwalificeerd | Niet gekwalificeerd | Niet gekwalificeerd |
| 2008             | Niet gekwalificeerd | Niet gekwalificeerd | Niet gekwalificeerd | Niet gekwalificeerd | Niet gekwalificeerd | Niet gekwalificeerd |
| 2009             | Niet gekwalificeerd | Niet gekwalificeerd | Niet gekwalificeerd | Niet gekwalificeerd | Niet gekwalificeerd | Niet gekwalificeerd |
| 2010             | Niet gekwalificeerd | Niet gekwalificeerd | Niet gekwalificeerd | Niet gekwalificeerd | Niet gekwalificeerd | Niet gekwalificeerd |
| 2011             | Veertiende          |                     |                     |                     |                     |                     |
| 2012             | Vijftiende          |                     |                     |                     |                     |                     |
| 2013             | Zestiende           |                     |                     |                     |                     |                     |
| 2014             | Zeventiende         |                     |                     |                     |                     |                     |
| 2015             | Negentiende         |                     |                     |                     |                     |                     |
| 2016             | Zeventiende         |                     |                     |                     |                     |                     |
| 2017             | Twee-en-twintigste  |                     |                     |                     |                     |                     |
| Totaal           | 7/25                | –                   | –                   | –                   | –                   | –                   |

### Nations League
| Nations League | Nations League      | Nations League      | Nations League      | Nations League      | Nations League      | Nations League      |
| Jaar           | Positie             | Wed.                | W                   | V                   | SW                  | SV                  |
| -------------- | ------------------- | ------------------- | ------------------- | ------------------- | ------------------- | ------------------- |
| 2018           | Zestiende           | 15                  | 1                   | 14                  | 5                   | 42                  |
| 2019           | Niet gekwalificeerd | Niet gekwalificeerd | Niet gekwalificeerd | Niet gekwalificeerd | Niet gekwalificeerd | Niet gekwalificeerd |
| 2021           | Niet gekwalificeerd | Niet gekwalificeerd | Niet gekwalificeerd | Niet gekwalificeerd | Niet gekwalificeerd | Niet gekwalificeerd |
| Totaal         | 1/3                 | 15                  | 1                   | 14                  | 5                   | 42                  |

### Pan-Amerikaanse Spelen
| Pan-Amerikaanse Spelen | Pan-Amerikaanse Spelen | Pan-Amerikaanse Spelen | Pan-Amerikaanse Spelen | Pan-Amerikaanse Spelen | Pan-Amerikaanse Spelen | Pan-Amerikaanse Spelen |
| Jaar                   | Positie                | Wed.                   | W                      | V                      | SW                     | SV                     |
| ---------------------- | ---------------------- | ---------------------- | ---------------------- | ---------------------- | ---------------------- | ---------------------- |
| 1955                   | Niet deelgenomen       | Niet deelgenomen       | Niet deelgenomen       | Niet deelgenomen       | Niet deelgenomen       | Niet deelgenomen       |
| 1959                   | Niet deelgenomen       | Niet deelgenomen       | Niet deelgenomen       | Niet deelgenomen       | Niet deelgenomen       | Niet deelgenomen       |
| 1963                   | Niet deelgenomen       | Niet deelgenomen       | Niet deelgenomen       | Niet deelgenomen       | Niet deelgenomen       | Niet deelgenomen       |
| 1967                   | Niet deelgenomen       | Niet deelgenomen       | Niet deelgenomen       | Niet deelgenomen       | Niet deelgenomen       | Niet deelgenomen       |
| 1971                   | Niet deelgenomen       | Niet deelgenomen       | Niet deelgenomen       | Niet deelgenomen       | Niet deelgenomen       | Niet deelgenomen       |
| 1975                   | Niet deelgenomen       | Niet deelgenomen       | Niet deelgenomen       | Niet deelgenomen       | Niet deelgenomen       | Niet deelgenomen       |
| 1979                   | Niet deelgenomen       | Niet deelgenomen       | Niet deelgenomen       | Niet deelgenomen       | Niet deelgenomen       | Niet deelgenomen       |
| 1983                   | Zesde                  |                        |                        |                        |                        |                        |
| 1987                   | Niet deelgenomen       | Niet deelgenomen       | Niet deelgenomen       | Niet deelgenomen       | Niet deelgenomen       | Niet deelgenomen       |
| 1991                   | Zesde                  |                        |                        |                        |                        |                        |
| 1995                   | Vierde                 |                        |                        |                        |                        |                        |
| 1999                   | Niet deelgenomen       | Niet deelgenomen       | Niet deelgenomen       | Niet deelgenomen       | Niet deelgenomen       | Niet deelgenomen       |
| 2003                   | Niet deelgenomen       | Niet deelgenomen       | Niet deelgenomen       | Niet deelgenomen       | Niet deelgenomen       | Niet deelgenomen       |
| 2007                   | Niet deelgenomen       | Niet deelgenomen       | Niet deelgenomen       | Niet deelgenomen       | Niet deelgenomen       | Niet deelgenomen       |
| 2011                   | Niet gekwalificeerd    | Niet gekwalificeerd    | Niet gekwalificeerd    | Niet gekwalificeerd    | Niet gekwalificeerd    | Niet gekwalificeerd    |
| 2015                   | Zesde                  |                        |                        |                        |                        |                        |
| 2019                   | Derde                  |                        |                        |                        |                        |                        |
| Totaal                 | 5/17                   | –                      | –                      | –                      | –                      | –                      |

### Pan-Amerikaans kampioenschap
| Pan-Amerikaans kampioenschap | Pan-Amerikaans kampioenschap | Pan-Amerikaans kampioenschap | Pan-Amerikaans kampioenschap | Pan-Amerikaans kampioenschap | Pan-Amerikaans kampioenschap | Pan-Amerikaans kampioenschap |
| Jaar                         | Positie                      | Wed.                         | W                            | V                            | SW                           | SV                           |
| ---------------------------- | ---------------------------- | ---------------------------- | ---------------------------- | ---------------------------- | ---------------------------- | ---------------------------- |
| 2002                         | Vijfde                       |                              |                              |                              |                              |                              |
| 2003                         | Niet deelgenomen             | Niet deelgenomen             | Niet deelgenomen             | Niet deelgenomen             | Niet deelgenomen             | Niet deelgenomen             |
| 2004                         | Achtste                      |                              |                              |                              |                              |                              |
| 2005                         | Negende                      |                              |                              |                              |                              |                              |
| 2006                         | Tiende                       |                              |                              |                              |                              |                              |
| 2007                         | Zesde                        |                              |                              |                              |                              |                              |
| 2008                         | Derde                        |                              |                              |                              |                              |                              |
| 2009                         | Zesde                        |                              |                              |                              |                              |                              |
| 2010                         | Vijfde                       |                              |                              |                              |                              |                              |
| 2011                         | Zesde                        |                              |                              |                              |                              |                              |
| 2012                         | Vijfde                       |                              |                              |                              |                              |                              |
| 2013                         | Derde                        |                              |                              |                              |                              |                              |
| 2014                         | Vierde                       |                              |                              |                              |                              |                              |
| 2015                         | Derde                        |                              |                              |                              |                              |                              |
| 2016                         | Vijfde                       |                              |                              |                              |                              |                              |
| 2017                         | Achtste                      |                              |                              |                              |                              |                              |
| 2018                         | Negende                      |                              |                              |                              |                              |                              |
| 2019                         | Vijfde                       |                              |                              |                              |                              |                              |
| 2021                         | Niet deelgenomen             | Niet deelgenomen             | Niet deelgenomen             | Niet deelgenomen             | Niet deelgenomen             | Niet deelgenomen             |
| Totaal                       | 17/19                        | –                            | –                            | –                            | –                            | –                            |

### Zuid-Amerikaans kampioenschap
| Zuid-Amerikaans kampioenschap | Zuid-Amerikaans kampioenschap | Zuid-Amerikaans kampioenschap | Zuid-Amerikaans kampioenschap | Zuid-Amerikaans kampioenschap | Zuid-Amerikaans kampioenschap | Zuid-Amerikaans kampioenschap |
| Jaar                          | Positie                       | Wed.                          | W                             | V                             | SW                            | SV                            |
| ----------------------------- | ----------------------------- | ----------------------------- | ----------------------------- | ----------------------------- | ----------------------------- | ----------------------------- |
| 1951                          | Vierde                        |                               |                               |                               |                               |                               |
| 1956                          | Niet deelgenomen              | Niet deelgenomen              | Niet deelgenomen              | Niet deelgenomen              | Niet deelgenomen              | Niet deelgenomen              |
| 1958                          | Vijfde                        |                               |                               |                               |                               |                               |
| 1961                          | Derde                         |                               |                               |                               |                               |                               |
| 1962                          | Derde                         |                               |                               |                               |                               |                               |
| 1964                          | Derde                         |                               |                               |                               |                               |                               |
| 1967                          | Niet deelgenomen              | Niet deelgenomen              | Niet deelgenomen              | Niet deelgenomen              | Niet deelgenomen              | Niet deelgenomen              |
| 1969                          | Vijfde                        |                               |                               |                               |                               |                               |
| 1971                          | Zesde                         |                               |                               |                               |                               |                               |
| 1973                          | Zesde                         |                               |                               |                               |                               |                               |
| 1975                          | Derde                         |                               |                               |                               |                               |                               |
| 1977                          | Derde                         |                               |                               |                               |                               |                               |
| 1979                          | Derde                         |                               |                               |                               |                               |                               |
| 1981                          | Derde                         |                               |                               |                               |                               |                               |
| 1983                          | Derde                         |                               |                               |                               |                               |                               |
| 1985                          | Niet deelgenomen              | Niet deelgenomen              | Niet deelgenomen              | Niet deelgenomen              | Niet deelgenomen              | Niet deelgenomen              |
| 1987                          | Vierde                        |                               |                               |                               |                               |                               |
| 1989                          | Derde                         |                               |                               |                               |                               |                               |
| 1991                          | Vierde                        |                               |                               |                               |                               |                               |
| 1993                          | Niet deelgenomen              | Niet deelgenomen              | Niet deelgenomen              | Niet deelgenomen              | Niet deelgenomen              | Niet deelgenomen              |
| 1995                          | Derde                         |                               |                               |                               |                               |                               |
| 1997                          | Derde                         |                               |                               |                               |                               |                               |
| 1999                          | Tweede                        |                               |                               |                               |                               |                               |
| 2001                          | Tweede                        |                               |                               |                               |                               |                               |
| 2003                          | Tweede                        |                               |                               |                               |                               |                               |
| 2005                          | Derde                         |                               |                               |                               |                               |                               |
| 2007                          | Vijfde                        |                               |                               |                               |                               |                               |
| 2009                          | Tweede                        |                               |                               |                               |                               |                               |
| 2011                          | Tweede                        |                               |                               |                               |                               |                               |
| 2013                          | Tweede                        |                               |                               |                               |                               |                               |
| 2015                          | Vierde                        |                               |                               |                               |                               |                               |
| 2017                          | Vierde                        |                               |                               |                               |                               |                               |
| 2019                          | Vierde                        |                               |                               |                               |                               |                               |
| 2021                          | Derde                         |                               |                               |                               |                               |                               |
| Totaal                        | 30/34                         | –                             | –                             | –                             | –                             | –                             |

## Huidige selectie
De selectie die in de zomer van 2021 onder leiding van Hernán Ferraro deelnam aan de Olympische Spelen in Tokio bestond uit de volgende speelsters.
| Nr. | Naam               | Lengte (cm) | Positie         | Club                    |
| --- | ------------------ | ----------- | --------------- | ----------------------- |
| 1   | Elina Rodriguez    | 189         | hoekspeler      | Paris Saint-Cloud       |
| 2   | Sabrina Germanier  | 173         | spelverdeler    | SRD Sant Dié-des-Vosges |
| 3   | Yamila Nizetich    | 182         | hoekspeler      | Trentino Rosa           |
| 4   | Daniela Bulaich    | 172         | hoekspeler      | Rizotti Catania         |
| 6   | Eugenia Nosach     | 182         | diagonaal       | CA Boca Juniors         |
| 11  | Julieta Lazcano    | 190         | middenaanvaller | Fluminense FC           |
| 12  | Tatiana Rizzo      | 178         | libero          | CA Boca Juniors         |
| 13  | Bianca Farriol     | 180         | middenaanvaller | Béziers Volley          |
| 14  | Victoria Mayer     | 177         | spelverdeler    | Paris Saint-Cloud       |
| 15  | Antonela Fortuna   | 175         | hoekspeler      | Volero Le Cannet        |
| 16  | Erika Mercado      | 184         | diagonaal       | Aris Thessaloniki       |
| 17  | Candelaria Herrera | 182         | middenaanvaller | Iowa State University   |

## Bekende (oud)spelers
- Georgina Klug